# Max Cosyns
Max Cosyns (1906-1998) fue un físico belga, inventor y explorador, considerado uno de los principales espeleólogos del siglo XX.

## Expediciones a la estratosfera

Max Cosyns a bordo del balón estratosférico.

Fue ayudante de Auguste Piccard en la Universidad Libre de Bruselas y el 18 de agosto de 1932 participó en el ascenso de récord en la estratosfera a 16.200 m (53.152 ft), lanzado desde Dübendorf, Suiza. Para esto le concedieron la cruz del caballero de la orden de Leopold por el rey belga en 1932.
El 18 de agosto de 1934 Cosyns junto con su estudiante Nérée van der Elst pilotaron un globo a una altitud de 52,952 pies. Después de un despegue de Hour-Havenne en Bélgica, volaron sobre Alemania y Austria antes de aterrizar cerca de la aldea de Ženavlje (ahora en Eslovenia). No tuvieron éxito en mantener una comunicación de radio satisfactoria con tierra, pero fueron capaces de hacer observaciones de las corrientes en la estratosfera, así como investigar la naturaleza de los rayos cósmicos. No lograron batir el récord de altura, pero declararon en el aterrizaje que estaban completamente satisfechos con sus descubrimientos. Un monumento de bronce grande en la forma de un globo fue erigido en 1997 en el punto de su aterrizaje en Ženavlje para conmemorar el acontecimiento.

## II Guerra Mundial y expediciones submarinas
En la Segunda Guerra Mundial se unió a la Resistencia y fue encarcelado en el campo de concentración de Dachau.
Después de la guerra, fue co-director de la expedición del baScaphe FNRS-2 en Dakar en 1948.

## Espeleología
Max Cosyns desarrolló su actividad principalmente en el sur de Francia, a lo largo de más de 50 años.
Sus padres habían colaborado con Edouard Martel y siguieron en la exploración subterránea, incluso durante el embarazo de Max. No obstante, su primer contacto real tuvo lugar en la I Guerra Mundial, cuando su madre se trasladó a Sola en labores asistenciales a huérfanos de guerra; el joven Max la acompañaba. Fue en 1918 cuando la Gruta de la Cascada de Kakueta atrajo su atención, y comenzó a buscar una forma de acceder a ella.
Fuera de algunas expediciones sueltas (Ardennes, Bigorra, Ariege...) Cosyns centró su actividad en el Macizo de Larra-Belagua; comenzó su prospección sistemática en 1928 con un equipo belga: Charles Pecher, Nerée Van der Elst y Marianne y Pierre Limbosch.  En los años 30 localizó entre otras la cavidad AN-58 (Trou du Chien) y abrió vías de escalada en el Pico de Anie. Realizó exploraciones en Kakueta con Pierre Boucher, G. Bassier y los hermanos Sauveur y Guillaume Bouchet, con quienes consiguió acceder por primera vez a la Gruta de la Cascada en 1934. Durante los años siguientes se destacó la exploración de la sima Odita (monte Heyle, Sainte-Éngrâce), donde alcanzaron la profundidad de -255 m.
Tras el paréntesis de la II Guerra Mundial, Cosyns retomó las exploraciones en 1945 y fue reuniendo en torno suyo a espeleólogos franceses, varios de ellos compañeros de profesión: Giuseppe Occhialini, Georges Lepineux, Jacques Labeyrie, Haroun Tazieff, Geoffrey Fertel, Jimmy Theodor, Robert Levi, Pierre Accoce, Marcel Loubens...  A finales de los años 40 se dedicaron principalmente a explorar los valles y cañones de Sola, donde podemos destacar las surgencias de Bentia y Cascada de Kakueta (en las que Cosyns superó en apnea los primeros sifones), la cueva de Orhi (Larrau) y los cañones de Holtzarte / Olhadübi.  En el año 1950, el equipo de Coyns se centró en la exploración de varias cavidades en torno al puerto de Hernaz (zona de la Piedra de San Martín); descendieron las simas Fertel y Escuret, y el último día de la campaña, mientras realizaba una prospección con Occhialini, Georges Lepineux localizó una pequeña sima que, al sondearla, ofreció inusitadamente una profundidad superior a los 300 m, convirtiéndose en el objetivo prioritario de la campaña de 1951.
El descenso de la Sima Lepineux se verificó en 1951, mediante el empleo de un torno a pedales; su espeleometría arrojó una profundidad de -340 m, récord mundial para un pozo vertical.  En 1952 los expedicionarios volvieron con un nuevo torno eléctrico diseñado y construido por el propio Cosyns; la exploración prosiguió hasta la cota -550, pero se vieron obligados a interrumpirla por un accidente en el que resultó gravemente herido Marcel Loubens. La operación de evacuación se prolongó durante dos días, pero Loubens acabó falleciendo dentro de la cavidad. La responsabilidad del accidente recayó sobre Cosyns, quien quedó apartado de las operaciones; las campañas de exploración de los años 1953 y 1954 serían coordinadas por Robert Levi, y se realizarían empleando un nuevo torno eléctrico construido por Corentin Queffelec. Cosyns prosiguió en solitario las prospecciones por las zonas de Heyle y Añelarra, trasladando su residencia a la localidad de Licq-Atherey.
En 1960, Cosyns contactó con un grupo de jóvenes espeleólogos de Tarbes, comandados por Michel Cabidoche y Madeleine Guillemet, que estaban realizando exploraciones en la zona de Licq-Atherey. Comenzaron a realizar juntos campañas de verano, fundando el Groupe Spéléo Hautes Pyrénées (GSHP): en 1961 exploraron las cavidades de las paredes de Kakueta; en 1962 trabajaron en la zona de Heyle (Trou Martin, Trou Souffleur de Larrandabürü); en 1963 exploraron la AN-58 Trou du Chien. A partir de entonces, en colaboración con otros grupos franceses, se centraron en las Arres de Anie, buscando una sima por la que pudieran conectar con el Sistema de la Piedra de San Martín, que a su vez venía siendo explorado por varios grupos desde la perforación del túnel de La Verna en 1960.  En 1966 todos estos grupos decidieron coordinarse en el ARSIP (Association pour la Recherche Spéléologique Internationale à la Pierre Saint Martin); y fue precisamente este año cuando consiguieron conectar la sima de la Tête Sauvage o Basabürüko Lezia con el Sistema de la Piedra de San Martín, en un lugar que los exploradores bautizaron Sala Cosyns. Con esta unión el Sistema se convirtió en el más profundo de la Tierra, con -1.171 m. de desnivel.
Durante sus últimos años, Cosyns fue dejando la exploración de punta; aun así, en 1967 (con 61 años) todavía buceó un sifón de 60 metros en el Trou du Renard. Ese mismo año consiguió que se evitara la demolición del túnel de La Verna (que pretendía efectuar la empresa EDF tras el abandono del proyecto de aprovechamiento hidroeléctrico de su salto de agua), y se realizara un convenio por el que los espeleólogos pudieron seguir utilizando el túnel. A partir de entonces su actividad espeleológica se centró en los trabajos de superficie: trazados hidrográficos, comunicaciones en rescates... y realizando labores de Secretario del ARSIP hasta 1978. Posteriormente siguió manteniendo el contacto, sobre todo con los jóvenes que proseguían sus exploraciones de juventud. Su última intervención la realizó en la Asamblea Anual de 1996, con motivo del 30º aniversario de la Asociación.